# تتريس (غيم بوي)
تتريس (テトリス تتريسو) هي لعبة فيديو ألغاز لمنصة غيم بوي أُصدرت في 1989. وهي نسخة محمولة من لعبة أليكسي باجيتنوف الأصلية تتريس وقد حُزِمَت مع الغيم بوي في أمريكا الشمالية وأوروبا. وهي أول لعبة تتوافق مع كبل اتصال الألعاب، وهو ملحق ضروري يسمح باللعب الجماعي على غيم بوي. نسخة مستحدثة ملونة من اللعبة قد أُصدرت لمنصة غيم بوي كلر باسم تتريس دي إكس (テトリス デラックス تتريسو ديراكسو). نسخة على متجر فرتشول كونسول لمنصة نينتندو 3دي إس قد أُصدرت في ديسمبر 2011 وتفتقر لميزة اللعب الجماعي. وقد شُطِبَت من نينتندو إي شوب بعد 31 ديسمبر 2014.

## وصلات خارجية
- الموقع الرسمي
 (باليابانية)